# Bloléquin
Bloléquin – miasto na zachodnim Wybrzeżu Kości Słoniowej, w regionie Cavally. Według danych na rok 2014 liczyło 32 262 mieszkańców.